# Violoncello
Violoncello - orgonaregiszter; német nyelven találkozhatunk még ugyanezzel a regiszterrel „Violonbass” vagy „Cello” néven is. Ha „Cello” a megnevezés, akkor 8’ magas; amennyiben a másik kettő, akkor 8’ vagy 16’ magas a regiszter. A romantika kora óta ismert regiszter, anno a német- és a francia romantika is használta. Anyaga leggyakrabban fenyőfa, ritkábban ón vagy horgany; alakja henger vagy hasáb; jellege nyitott; hangja halk, vonós jellegű, a „Cello” regiszter hangja erőteljesebb vonós hangot ad.